# Challenger de Chitré 2014
El torneo Visit Panamá Cup de Chitré 2014, fue un torneo profesional de tenis. Perteneció al ATP Challenger Tour 2014. Se disputó su 3ª edición sobre superficie dura, en Chitré, Panamá entre el 27 de enero y el 2 de febrero de 2014.

## Jugadores participantes del cuadro de individuales
| Favorito | País                      | Jugador         | Rank1 | Posición en el torneo      |
| -------- | ------------------------- | --------------- | ----- | -------------------------- |
| 1        | Bandera de Colombia       | Alejandro Falla | 87    | (Cuartos de final, retiro) |
| 2        | Bandera de Italia         | Paolo Lorenzi   | 115   | Semifinales                |
| 3        | Bandera de Estados Unidos | Wayne Odesnik   | 139   | CAMPEÓN                    |
| 4        | Bandera de Túnez          | Malek Jaziri    | 168   | Cuartos de final           |
| 5        | Bandera de China Taipéi   | Jimmy Wang      | 173   | FINAL                      |
| 6        | Bandera de Austria        | Gerald Melzer   | 201   | Segunda ronda              |
| 7        | Bandera de Brasil         | André Ghem      | 225   | Cuartos de final           |
| 8        | Bandera de Japón          | Taro Daniel     | 238   | Segunda ronda              |

- 1 Se ha tomado en cuenta el ranking del día 13 de enero de 2014.

### Otros participantes
Los siguientes jugadores recibieron una invitación (wild card), por lo tanto ingresan directamente al cuadro principal:
- Luis Fernando García
- Dylan Centella
- José Carlos Peralta

Los siguientes jugadores ingresan al cuadro principal tras disputar el cuadro clasificatorio:
- Dennis Novikov
- Henrique Cunha
- Marcelo Demoliner
- Jared Donaldson

Los siguientes jugadores ingresan al cuadro principal con ranking protegido:
- Daniel Kosakowski

## Jugadores participantes en el cuadro de dobles

### Cabezas de serie
| Favorito | País                      | Jugador            | País                | Jugador          | Rank1 | Posición en el torneo |
| -------- | ------------------------- | ------------------ | ------------------- | ---------------- | ----- | --------------------- |
| 1        | Bandera de Brasil         | Marcelo Demoliner  | Bandera de Croacia  | Franko Škugor    | 212   | Primera ronda         |
| 2        | Bandera de Colombia       | Nicolás Barrientos | Bandera de Colombia | Eduardo Struvay  | 314   | Cuartos de final      |
| 3        | Bandera de Italia         | Riccardo Ghedin    | Bandera de Italia   | Alessandro Motti | 314   | Semifinales           |
| 4        | Bandera de Estados Unidos | James Cerretani    | Bandera de Colombia | Carlos Salamanca | 346   | Primera ronda         |

- 1 Se ha tomado en cuenta el ranking del día 13 de enero de 2014.

## Campeones[2]

### Individual Masculino
- Wayne Odesnik derrotó en la final a  Jimmy Wang por 5-7, 6-4, 6-4.

### Dobles Masculino
- Kevin King /   Juan Carlos Spir derrotaron en la final a  Alex Llompart /  Mateo Nicolás Martínez, 7–65, 6–4.